# 954
954（九百五十四、きゅうひゃくごじゅうよん）は自然数、また整数において、953の次で955の前の数である。

## 性質
- 954は合成数であり、約数は1, 2, 3, 6, 9, 18, 53, 106, 159, 318, 477, 954である。
  - 約数の和は2106。
  - 235番目の過剰数である。1つ前は952、次は960。
- 207番目のハーシャッド数である。1つ前は936、次は960。
  - 18を基とする23番目のハーシャッド数である。1つ前は936、次は972。
- 954 = 2 × 32 × 53
  - 3つの異なる素因数の積で p2 × q × r の形で表せる76番目の数である。1つ前は950、次は975。(オンライン整数列大辞典の数列 A085987)
- 連続する10個の素数の和である。
954 = 73 + 79 + 83 + 89 + 97 + 101 + 103 + 107 + 109 + 113
- 954はノントーティエントである。つまり、x 以下かつ x と互いに素である自然数の個数が 954 となる自然数 x は存在しない。
- 各位の積が各位の和の10倍になる6番目の数である。1つ前は945、次は1566。(オンライン整数列大辞典の数列 A062043)
- 954 = 152 + 272
  - 異なる2つの平方数の和で表せる281番目の数である。1つ前は953、次は962。(オンライン整数列大辞典の数列 A004431)
- 異なる3つの平方数の和7通りで表せる26番目の数である。1つ前は953、次は971。(オンライン整数列大辞典の数列 A025345)
- 954 = 13 + 23 + 63 + 93
  - 4つの正の数の立方数の和で表せる271番目の数である。1つ前は952、次は961。(オンライン整数列大辞典の数列 A003327)
  - 異なる正の数の4つの立方数の和1通りで表せる72番目の数である。1つ前は946、次は973。(オンライン整数列大辞典の数列 A025408)
- 約数の和が954になる数は2個ある。(634, 953) 約数の和2個で表せる63番目の数である。1つ前は948、次は984。
- 各位の和が18になる51番目の数である。1つ前は945、次は963。

## その他 954 に関連すること
- ISBN のグループ記号の954は、ブルガリア。
- TBSラジオの周波数は、954 kHz。下記は同局の番組、時間枠、ウェブサイト。
  - 『若山弦蔵の東京ダイヤル954』
  - 『954ナビ』
  - 『クラブ954スペシャル』
  - 『954 V-STATION』
  - 『TBS RADIO podcasting954』
- 新幹線E954形電車は、JR東日本の新幹線用試験車。
- コスモス954号(Космос-954）は、ソビエト連邦が1977年に打ち上げた人工衛星。1978年に墜落。
- CBR954RRは、本田技研工業の排気量954ccのオートバイ。
- フロリダ州マイアミ周辺の市外局番は、954。
- 第九五四海軍航空隊は、大日本帝国海軍の飛行隊。1942年（昭和17年）に第三一航空隊から改称。1945年（昭和20年）に第九〇一海軍航空隊に編入。
- 954 × 10−3 = 0.954 は常用対数 log109 の近似値である。(オンライン整数列大辞典の数列 A104139)